# ウェスタールンド
ウェスタールンド（欧字名: Westerlund、2012年2月11日 - ）は、日本の競走馬。2020年のアンタレスステークスの勝ち馬である。
馬名の由来は、宇宙最大級の恒星（ウェスタールンド1-26）が存在する星団。

## 戦績
本項の出典は特記なき限りnetkeiba.comによる。

### 2歳 (2014年)
2014年8月24日、札幌競馬場で行われた芝1800mの新馬戦に柴山雄一鞍上でデビュー。レースでは中団を追走し直線追い上げるも勝ち馬レッツゴードンキから0.7秒差の5着に敗れた。その後は浜中俊の騎乗で未勝利戦に3度出走するもいずれも2着に敗れ、未勝利のまま2歳シーズンを終えた。

### 3歳 (2015年)
年明け初戦として京都競馬場の芝2000mで行われた未勝利戦に出走。前走から2戦連続の1番人気に支持されたが先に抜け出したサトノラーゼンを捉えられず、追い込んできたレーヴミストラルにも交わされ3着に敗れた。続く1月17日の未勝利戦では川田将雅に乗り替わるも2着に敗れ、2ヶ月の休養を挟んで3月14日の未勝利戦で復帰したがここでも2着に敗れた。3月29日の未勝利戦では再び川田を鞍上に迎え、単勝1.9倍の支持を受けると、直線で抜けだし初勝利を飾った。5月2日には青葉賞で重賞初挑戦。道中では後方集団に控え、直線で追い込むも8着に敗れた。青葉賞の勝ち馬は、前述のレーヴミストラルであった。その後は約5ヶ月の休養を挟み、10月18日に新潟競馬場で行われた3歳以上500万下に出走。2番人気に支持されたが5着に敗戦した。

### 4歳 (2016年)
約3ヶ月の間隔を空けて、1月16日に4歳以上500万下に浜中俊鞍上で出走。直線では最内をついて追い上げ、抜け出して勝利した。次いで2月6日には木津川特別に出走するも9着に敗れた。3月6日には鮫島克駿の騎乗で太宰府特別に出走。前走に続いて3番人気の支持を受けると、直線馬群の間を割って伸び、3勝目を挙げた。その後は1600万下のレースに2度出走するもいずれも5着に敗れ、1000万下に降級。降級後も芝の1800m、2000mのレースに3度出走したが、いずれも掲示板外の着順に終わった。

### 5歳・6歳 (2017年・2018年)
2017年の初戦として京都競馬場で行われた4歳以上1000万下に出走。松若風馬を鞍上に迎えた同レースでは、上がり3F34.8秒の末脚を繰り出し3着に食い込んだ。続けて2月4日に稲荷特別に再び鮫島克駿鞍上で出走。4番人気に支持されたが6着に敗れた。

#### 長期休養、ダート転向
その後、裂蹄を発症し、約1年5ヶ月の休養を取ることとなった。また、その間に去勢された。2018年6月24日、函館競馬場で行われた津軽海峡特別で復帰を果たすとともに、ダートのレースに初挑戦。レースでは後方から直線を前にして仕掛け、直線では難なく抜け出し、2着サトノプライムに1.3/4馬身差をつける完勝で復帰後初勝利を飾った。続けて7月28日には北村友一を背に薩摩特別に出走。1番人気に支持されると、ここでも直線早々と先頭に立ち、2着となったタガノディグオに2.1/4馬身差をつけ勝利。復帰後2連勝とした。9月29日にはシリウスステークスで2度目の重賞挑戦。7番人気の支持ではあったが、直線最内から追い込むと、逃げたサンライズソアらを交わし抜け出していたオメガパフュームにもクビ差まで迫る2着に好走した。続いて武蔵野ステークスに出走。外を突くも伸びあぐね、ダートでは初の掲示板外の7着に敗れた。12月2日のチャンピオンズカップでGI初出走を果たす。単勝32.1倍の8番人気であったが、直線内から追い込み、勝利したルヴァンスレーヴからは2.1/2馬身離されたものの2着となった。また、上がり3Fのタイム34.4秒は出走馬中最速であり、次点のルヴァンスレーヴより1.2秒早いものであった。

### 7歳 (2019年)
骨折のため、約5ヶ月の休養を挟んで4月14日に行われたアンタレスステークスに北村友一の騎乗で出走。単勝3.4倍の1番人気に支持され、直線では馬群の中から追い込むも4着に敗れた。再び約7ヶ月の間隔を空け、11月3日のみやこステークスに出走。第3コーナー付近で後方から上がっていき、直線を3番手で迎えるもヴェンジェンスとの追い比べに敗れ、更に外からキングズガードに交わされ3着に敗戦した。12月1日、チャンピオンズカップに再び出走。6番人気に支持され、直線好位から追い上げたが9着に敗れた。

### 8歳 (2020年)
2020年は3月11日にダイオライト記念から始動。交流重賞初出走を果たすとともに川田と約5年ぶりにコンビを組んだ。レースでは直線で逃げるアナザートゥルースに迫るも2馬身及ばずの2着となった。次走として、4月19日にアンタレスステークスに出走。同レースでは、ベストタッチダウン、クリンチャーに次ぐ3番人気に支持された。後方からレースを進めると、直線では大外に持ち出し、リワードアンヴァルを交わして先頭に立つとそのまま前を譲らず勝利。重賞初制覇となった。
約4ヶ月の休養を挟みエルムステークスで復帰。マリーンステークスの勝ち馬タイムフライヤーに次ぐ2番人気に支持された。スタード後ダッシュがつかず、直線前から追い上げを開始するもタイムフライヤーから2馬身差の2着に敗れた。その後はみやこステークスを目標していたが、調教後に右後脚跛行を発生したため回避した。代わって11月25日に行われた浦和記念に出走。直線で先頭のダノンファラオを捉えにかかるもこれに及ばず、ゴール前でロードプレスにも交わされ3着に敗戦した。続けて12月29日には東京大賞典に出走。3連覇のかかるオメガパフューム、浦和記念の勝ち馬ダノンファラオに次ぐ3番人気となった。直線ではカジノフォンテンとオメガパフュームが激しい追い比べを繰り広げる中外から差し脚を伸ばすも届かず3着に敗れた。

### 9歳 (2021年)
7月11日、小倉競馬場で行われたプロキオンステークスで復帰。単勝4.7倍の2番人気となったが7着に敗戦した。次走のエルムステークスには2年連続での出走となったが、ここも4着に敗れた。10月2日にはシリウスステークスに出走。5番人気と評価を下げたが、狭い進路を通って伸び、2着となった。その後は浦和記念へ向かい、後方からの競馬をしたが直線伸びきれず4着に敗れた。
12月29日、東京大賞典に出走。7番人気と前年に比べて低い人気での出走となった。スタート後は最後方につけ、3コーナー手前から進出を開始すると、直線では大外からの追い込みを見せ残り200m付近から一気に加速しミューチャリーらを交わし、オメガパフュームとクリンチャーには届かなかったものの2年連続の3着となった。

### 10歳 (2022年)
10歳初戦としてアンタレスステークスに出走し、7着に敗れる。その後、平安ステークスへ向けて調整されていたが、状態が整わないために関係者と協議して現役を引退することになった。引退後は乗馬となる予定。

## 競走成績
以下の内容は、JBISサーチおよびnetkeiba.com に基づく。
| 競走日     | 競馬場 | 競走名                       | 格       | 距離（馬場）  | 頭 数 | 枠 番 | 馬 番 | オッズ （人気） | 着順 | タイム （上り3F） | 着差 | 騎手            | 斤量 [kg] | 1着馬（2着馬）         | 馬体重 [kg] |
| ---------- | ------ | ---------------------------- | -------- | ------------- | ----- | ----- | ----- | --------------- | ---- | ----------------- | ---- | --------------- | --------- | ---------------------- | ----------- |
| 2014.08.24 | 札幌   | 2歳新馬                      |          | 芝1800m（良） | 11    | 5     | 5     | 004.70（2人）   | 05着 | R1:53.9（35.4）   | -0.7 | 0柴山雄一       | 54        | レッツゴードンキ       | 478         |
| 0000.10.25 | 京都   | 2歳未勝利                    |          | 芝2000m（良） | 12    | 2     | 2     | 017.70（4人）   | 02着 | R2:00.5（34.2）   | -0.2 | 0浜中俊         | 55        | グリュイエール         | 470         |
| 0000.11.08 | 京都   | 2歳未勝利                    |          | 芝2000m（良） | 14    | 5     | 7     | 002.80（2人）   | 02着 | R2:02.2（33.8）   | -0.0 | 0浜中俊         | 55        | アルバートドック       | 470         |
| 0000.12.06 | 阪神   | 2歳未勝利                    |          | 芝1800m（良） | 13    | 3     | 3     | 001.60（1人）   | 02着 | R1:51.3（34.1）   | -0.0 | 0浜中俊         | 55        | アースライズ           | 472         |
| 2015.01.05 | 京都   | 3歳未勝利                    |          | 芝2000m（良） | 16    | 4     | 8     | 002.90（1人）   | 03着 | R2:01.5（34.5）   | -0.4 | 0浜中俊         | 56        | サトノラーゼン         | 470         |
| 0000.01.17 | 京都   | 3歳未勝利                    |          | 芝2000m（稍） | 15    | 6     | 12    | 002.30（1人）   | 02着 | R2:02.0（35.0）   | -0.2 | 0川田将雅       | 56        | カレンラストショー     | 468         |
| 0000.03.14 | 阪神   | 3歳未勝利                    |          | 芝1800m（稍） | 16    | 4     | 8     | 002.70（1人）   | 02着 | R1:49.6（35.2）   | -0.3 | 0浜中俊         | 56        | ナムラアン             | 472         |
| 0000.03.29 | 阪神   | 3歳未勝利                    |          | 芝1800m（稍） | 18    | 3     | 5     | 001.90（1人）   | 01着 | R1:49.7（35.8）   | -0.3 | 0川田将雅       | 56        | （ウインアーマー）     | 468         |
| 0000.05.02 | 東京   | 青葉賞                       | GII      | 芝2400m（良） | 18    | 6     | 11    | 069.8（14人）   | 08着 | R2:27.6（34.1）   | -0.7 | 0三浦皇成       | 56        | レーヴミストラル       | 472         |
| 0000.10.18 | 新潟   | 3歳上500万下                 |          | 芝1800m（良） | 18    | 2     | 3     | 004.60（2人）   | 05着 | R1:47.3（33.4）   | -0.5 | 0松若風馬       | 54        | ジョーアラタ           | 474         |
| 2016.01.16 | 京都   | 4歳上500万下                 |          | 芝1800m（良） | 13    | 5     | 6     | 004.70（3人）   | 01着 | R1:47.1（34.6）   | -0.2 | 0浜中俊         | 56        | （マイネルプレッジ）   | 486         |
| 0000.02.06 | 京都   | 木津川特別                   | 1000万下 | 芝1600m（良） | 13    | 7     | 11    | 005.80（3人）   | 09着 | R1:35.1（34.1）   | -0.6 | 0浜中俊         | 57        | ティーエスネオ         | 482         |
| 0000.03.06 | 小倉   | 大宰府特別                   | 1000万下 | 芝1800m（稍） | 15    | 7     | 13    | 007.80（3人）   | 01着 | R1:48.8（33.8）   | -0.1 | 0鮫島克駿       | 57        | （ジェネラルゴジップ） | 480         |
| 0000.04.30 | 京都   | 下鴨S                        | 1600万下 | 芝2000m（良） | 17    | 5     | 9     | 015.40（6人）   | 05着 | R1:59.3（34.2）   | -0.5 | 0藤岡佑介       | 55        | レッドソロモン         | 480         |
| 0000.05.22 | 京都   | 伊勢志摩サミット2016開催記念 | 1600万下 | 芝2400m（良） | 15    | 6     | 10    | 005.30（2人）   | 05着 | R2:25.4（33.6）   | -0.4 | 0藤岡佑介       | 55        | グランアルマダ         | 480         |
| 0000.08.21 | 小倉   | 西部スポニチ賞               | 1000万下 | 芝1800m（良） | 10    | 7     | 7     | 003.60（2人）   | 08着 | R1:49.8（35.6）   | -1.1 | 0鮫島克駿       | 57        | ブレイヴリー           | 480         |
| 0000.09.18 | 阪神   | 能勢特別                     | 1000万下 | 芝2000m（重） | 11    | 8     | 10    | 016.20（6人）   | 11着 | R2:04.2（37.5）   | -2.7 | 0鮫島克駿       | 57        | プリメラアスール       | 478         |
| 0000.10.09 | 京都   | 清滝特別                     | 1000万下 | 芝1800m（稍） | 13    | 1     | 1     | 019.40（8人）   | 09着 | R1:47.4（35.0）   | -0.5 | 0中谷雄太       | 56        | ブレイクザポケット     | 476         |
| 2017.01.17 | 京都   | 4歳上1000万下                |          | 芝2000m（稍） | 9     | 8     | 9     | 020.80（6人）   | 03着 | R2:01.7（34.8）   | -0.4 | 0松若風馬       | 57        | フロリダパンサー       | 482         |
| 0000.02.04 | 京都   | 稲荷特別                     | 1000万下 | 芝2000m（良） | 10    | 8     | 9     | 006.50（4人）   | 06着 | R2:01.1（35.5）   | -0.5 | 0鮫島克駿       | 57        | サトノケンシロウ       | 482         |
| 2018.06.24 | 函館   | 津軽海峡特別                 | 1000万下 | ダ1700m（良） | 14    | 8     | 14    | 024.70（6人）   | 01着 | R1:45.0（35.9）   | -0.3 | 0藤岡佑介       | 57        | （サトノプライム）     | 488         |
| 0000.07.28 | 小倉   | 薩摩S                        | 1600万下 | ダ1700m（良） | 10    | 4     | 4     | 002.00（1人）   | 01着 | R1:43.6（36.1）   | -0.4 | 0北村友一       | 57        | （タガノディグオ）     | 482         |
| 0000.09.29 | 阪神   | シリウスS                    | GIII     | ダ2000m（不） | 16    | 8     | 16    | 016.10（7人）   | 02着 | R2:01.5（35.1）   | -0.0 | 0北村友一       | 55        | オメガパフューム       | 484         |
| 0000.11.10 | 東京   | 武蔵野S                      | GIII     | ダ1600m（稍） | 16    | 8     | 15    | 004.10（3人）   | 07着 | R1:35.6（36.0）   | -0.9 | 0C.オドノヒュー | 56        | サンライズノヴァ       | 482         |
| 0000.12.02 | 中京   | チャンピオンズC              | GI       | ダ1800m（良） | 15    | 7     | 12    | 032.10（8人）   | 02着 | R1:50.5（34.4）   | -0.4 | 0藤岡佑介       | 57        | ルヴァンスレーヴ       | 480         |
| 2019.04.14 | 阪神   | アンタレスS                  | GIII     | ダ1800m（稍） | 16    | 5     | 10    | 003.40（1人）   | 04着 | R1:51.3（37.3）   | -0.5 | 0北村友一       | 56        | アナザートゥルース     | 484         |
| 0000.11.03 | 京都   | みやこS                      | GIII     | ダ1800m（良） | 16    | 7     | 14    | 012.10（6人）   | 03着 | R1:49.2（37.1）   | -0.1 | 0C.スミヨン     | 56        | ヴェンジェンス         | 486         |
| 0000.12.01 | 中京   | チャンピオンズC              | GI       | ダ1800m（良） | 16    | 4     | 8     | 020.40（6人）   | 09着 | R1:49.2（35.9）   | -0.7 | 0C.スミヨン     | 57        | クリソベリル           | 488         |
| 2020.03.11 | 船橋   | ダイオライト記念             | JpnII    | ダ2400m（重） | 14    | 3     | 3     | 002.60（2人）   | 02着 | R2:37.0（37.2）   | -0.4 | 0川田将雅       | 56        | アナザートゥルース     | 485         |
| 0000.04.19 | 阪神   | アンタレスS                  | GIII     | ダ1800m（稍） | 16    | 4     | 8     | 007.50（3人）   | 01着 | R1:49.8（35.0）   | -0.3 | 0藤岡佑介       | 56        | （アナザートゥルース） | 480         |
| 0000.08.09 | 札幌   | エルムS                      | GIII     | ダ1800m（稍） | 14    | 5     | 8     | 004.20（2人）   | 02着 | R1:43.7（35.5）   | -0.3 | 0藤岡佑介       | 57        | タイムフライヤー       | 488         |
| 0000.11.25 | 浦和   | 浦和記念                     | JpnII    | ダ2000m（稍） | 11    | 2     | 2     | 004.00（2人）   | 03着 | R2:06.0（36.1）   | -0.0 | 0藤岡佑介       | 56        | ダノンファラオ         | 480         |
| 0000.12.29 | 大井   | 東京大賞典                   | GI       | ダ2000m（良） | 16    | 5     | 9     | 008.10（3人）   | 03着 | R2:07.0（36.0）   | -0.1 | 0藤岡佑介       | 57        | オメガパフューム       | 480         |
| 2021.07.11 | 小倉   | プロキオンS                  | GIII     | ダ1700m（重） | 16    | 5     | 9     | 004.70（2人）   | 07着 | R1:41.8（35.6）   | -0.9 | 0藤岡佑介       | 56        | メイショウカズサ       | 498         |
| 0000.08.08 | 函館   | エルムS                      | GIII     | ダ1700m（良） | 14    | 4     | 6     | 008.20（3人）   | 04着 | R1:44.9（37.0）   | -0.4 | 0藤岡佑介       | 56        | スワーヴアラミス       | 488         |
| 0000.10.02 | 中京   | シリウスS                    | GIII     | ダ1900m（良） | 16    | 6     | 11    | 010.00（5人）   | 02着 | R1:57.5（36.4）   | -0.1 | 0藤岡佑介       | 58        | サンライズホープ       | 484         |
| 0000.11.23 | 浦和   | 浦和記念                     | JpnII    | ダ2000m（重） | 10    | 5     | 5     | 003.60（2人）   | 04着 | R2:08.2（37.1）   | -0.9 | 0藤岡佑介       | 56        | メイショウカズサ       | 477         |
| 0000.12.29 | 大井   | 東京大賞典                   | GI       | ダ2000m（良） | 15    | 3     | 5     | 031.30（7人）   | 03着 | R2:04.6（36.7）   | -0.5 | 0藤岡佑介       | 57        | オメガパフューム       | 479         |
| 2022.04.17 | 阪神   | アンタレスS                  | GIII     | ダ1800m（良） | 16    | 2     | 4     | 015.70（6人）   | 07着 | R1:51.0（36.0）   | -0.5 | 0藤岡佑介       | 56        | オメガパフューム       | 488         |

## 血統表
| ウェスタールンドの血統           | ウェスタールンドの血統                               | ウェスタールンドの血統         | （血統表の出典）               | （血統表の出典） |
| 父系                             | ヘイロー系                                           | ヘイロー系                     | ヘイロー系                     | [ § 2 ]          |
| 父 ネオユニヴァース 2000 鹿毛    | 父の父*サンデーサイレンス Sunday Silence 1986 青鹿毛 | Halo                           | Hail to Reason                 | Hail to Reason   |
| 父 ネオユニヴァース 2000 鹿毛    | 父の父*サンデーサイレンス Sunday Silence 1986 青鹿毛 | Halo                           | Cosmah                         |                  |
| 父 ネオユニヴァース 2000 鹿毛    | 父の父*サンデーサイレンス Sunday Silence 1986 青鹿毛 | Wishing Well                   | Understanding                  | Understanding    |
| 父 ネオユニヴァース 2000 鹿毛    | 父の父*サンデーサイレンス Sunday Silence 1986 青鹿毛 | Wishing Well                   | Mountain Flower                |                  |
| 父 ネオユニヴァース 2000 鹿毛    | 父の母*ポインテッドパス Pointed Path 1984 栗毛       | Kris                           | Sharpen Up                     | Sharpen Up       |
| 父 ネオユニヴァース 2000 鹿毛    | 父の母*ポインテッドパス Pointed Path 1984 栗毛       | Kris                           | Doubly Sure                    |                  |
| 父 ネオユニヴァース 2000 鹿毛    | 父の母*ポインテッドパス Pointed Path 1984 栗毛       | Silken Way                     | Shantung                       | Shantung         |
| 父 ネオユニヴァース 2000 鹿毛    | 父の母*ポインテッドパス Pointed Path 1984 栗毛       | Silken Way                     | Boulevard                      |                  |
| 母 *ユーアンミー Uanme 1995 栗毛 | 母の父Marquetry 1987 栗毛                            | Conquistador Cielo             | Mr. Prospector                 | Mr. Prospector   |
| 母 *ユーアンミー Uanme 1995 栗毛 | 母の父Marquetry 1987 栗毛                            | Conquistador Cielo             | K D Princess                   |                  |
| 母 *ユーアンミー Uanme 1995 栗毛 | 母の父Marquetry 1987 栗毛                            | Regent's Walk                  | Vice Regent                    | Vice Regent      |
| 母 *ユーアンミー Uanme 1995 栗毛 | 母の父Marquetry 1987 栗毛                            | Regent's Walk                  | Lover's Walk                   |                  |
| 母 *ユーアンミー Uanme 1995 栗毛 | 母の母Archimillionnaire 1987 鹿毛                    | Medaille d'Or                  | Secretariat                    | Secretariat      |
| 母 *ユーアンミー Uanme 1995 栗毛 | 母の母Archimillionnaire 1987 鹿毛                    | Medaille d'Or                  | Fanfreluche                    |                  |
| 母 *ユーアンミー Uanme 1995 栗毛 | 母の母Archimillionnaire 1987 鹿毛                    | Conqueluche                    | Victorian Era                  | Victorian Era    |
| 母 *ユーアンミー Uanme 1995 栗毛 | 母の母Archimillionnaire 1987 鹿毛                    | Conqueluche                    | Reply                          |                  |
| 母系(F-No.)                      | (FN:4-g)                                             | (FN:4-g)                       | (FN:4-g)                       | [ § 3 ]          |
| 5代内の近親交配                  | Northern Dancer 5 × 5 = 6.25％                       | Northern Dancer 5 × 5 = 6.25％ | Northern Dancer 5 × 5 = 6.25％ | [ § 4 ]          |
| 出典                             | 1. 2. 3. 4.                                          | 1. 2. 3. 4.                    | 1. 2. 3. 4.                    | 1. 2. 3. 4.      |